# Silicide
Silicide sind binäre metallische Verbindungen des Siliciums und werden meist den intermetallischen Verbindungen zugerechnet. Sie sind Halbleiter, weisen Metallglanz auf und kristallisieren in definierten Strukturen aus. Es sind die Silicide vieler Metalle bekannt, jedoch bilden Aluminium, Antimon, Arsen, Bismut, Cadmium, Quecksilber, Silber, Thorium und Zink keine Silicide.

## Vorkommen
In der Natur sind einige Silicide in Form von Mineralen bekannt wie unter anderem Brownleeit (MnSi), Carletonmooreit (Ni3Si), Hapkeit (Fe2Si), Palladosilicid (Pd2Si) und Kangjinlait (Ti11Si10).
Siehe auch: Systematik der Minerale nach Strunz (9. Auflage)#B. Silicide

## Herstellung
Silicide werden auf pulvermetallurgischem Wege hergestellt. Alternativ ist auch die Reduktion von Siliciumdioxid mit einem Überschuss des entsprechenden elementaren Metalls möglich.
Eine weitere Methode, die vor allem in der Halbleitertechnik Anwendung findet, ist die Diffusion von Metallionen aus einer dünnen Metallschicht in eine benachbarte Schicht aus ein- oder polykristallinem Silicium (Polysilicium; ein solcher Prozess wird auch als Polycide bezeichnet). Erfolgt die lokale Silicidbildung auf den Source- und Drain-Gebieten sowie der Gate-Elektrode ohne zusätzliche fotolithografische Strukturierungen, spricht man von einer selbstjustierenden Silicidbildung, dem sogenannten Salicide-Prozess.

## Eigenschaften
Silicide weisen häufig eine nichtstöchiometrische Zusammensetzung auf. Die chemischen Bindungsverhältnisse sind von der Zusammensetzung des Silicids abhängig und beinhalten ionische, metallische und kovalente Bindungsanteile.
Beinhaltet das Silicid ein unedles Metall so ist es häufig empfindlich gegen Reaktion mit Sauerstoff, Oxidationsmittel, Wasser und Säuren. Sie werden teils schon durch Luftsauerstoff in der Wärme in einer heftigen Reaktion oxidiert. Durch Zersetzung mit Wasser oder verdünnten Säuren werden Silane oder Siloxane gebildet. Im Unterschied zu den Siliciden der Hauptgruppenmetalle sind die Silicide der Übergangsmetalle gegenüber Oxidation beständig.

## Anwendung
Silicide finden Anwendung in einer Vielzahl von Bereichen.
Sie können als Ausgangsmaterial für die Herstellung anderer Stoffe genutzt werden, wie Magnesiumsilicid (Mg2Si), das zur Herstellung von Silanen benutzt wird.
Andere Anwendungen für Silicide, z. B. Calciumsilicide (Ca2Si und Ca2Si2) finden sich in der Herstellung von Stahl oder sie werden als Detektormaterial eingesetzt, beispielsweise Platinsilicid (PtSi) für Infrarotdetektoren in der Raumfahrt.
In der Halbleitertechnik werden Silicide, wie Wolframdi- (WSi2),  Cobaltdi- (CoSi2) oder Dinickelsilicid (Ni2Si), aufgrund ihrer hohen elektrischen Leitfähigkeit zur Kontaktierung von dotierten Siliciumbereichen (z. B. Source- und Drain-Kontakt) und Polysilicium (z. B. Gate) eingesetzt.